# Edwardsina
Edwardsina là một chi ruồi thuộc họ Blephariceridae. Chi này có các loài sau:
- Edwardsina gigantea
- Edwardsina tasmaniensis